# Zauvijek susjedi
Zauvijek susjedi dnevna je humoristična serija koja je s emitiranjem krenula 24. rujna 2007. na programu Nova TV. Snimanje je završilo 17. travnja 2008., a 30. svibnja 2008. prikazana je posljednja epizoda; direktor programa Nove TV Siniša Svilan u medijima je potvrdio kako se druga sezona serije neće snimati.

## Sinopsis
U jednoj zagrebačkoj zgradi žive dinamični susjedi koji uvijek upadnu u nevolje, a naprave ih upravo najbolji prijatelji. To su Ferdo, usamljeni čovjek kojeg je ostavila žena i otišla s krotiteljem životinja, te Jura, koji ima ženu Lili koja ga neprestano gnjavi, koja je neugledna i bez ukusa, no brine se za svog muža iako to uvijek pokazuje agresivno i glasno. Jozo Bubalo kojeg svi zovu Grof također živi u istoj zgradi. Ima puno smisla za biznis, stoga umišlja da je najveći biznismen na svijetu. On je poznat i kao veliki ženskaroš. Tu je i Grofov batler zvan Koma, stari umirovljenik koji se boji Grofa, te Sanja, Ferdina kćer iz njegova braka s bivšom ženom, koja je jako inteligentna, ali živi s dvije ne baš bistre djevojke, Anđom i Viki. Anđa je zavidna svakome tko u životu prolazi bolje od nje, a Viki je lijepa, samo što nije previše pametna. Tu je još i Babićka, čije lice nikad nije prikazano. Opisana je kao stara dama koja se zanima za Komu. Tu su još i mali Marko, dječak koji gnjavi ostale susjede, štreber Branko, policajac Anđelko, Sanjin dečko Andrej, Nakić susjed u vječnoj svađi s Ferdom, pripiti poštar Zvonček i mnogi drugi. Ferdo, Jura i ostali se često okupljaju u obližnjem kafiću "Golubica", gdje je prikazano skoro 50% događaja.

## Likovi

### Glavna glumačka postava
| Glumac/glumica         | Lik                    | Trajanje      |
| ---------------------- | ---------------------- | ------------- |
| Ljubomir Kerekeš       | Ferdo Jurić            | 2007. – 2008. |
| Darko Janeš            | Jura Ferdić            | 2007. – 2008. |
| Slaven Knezović        | Jozo Bubalo "Grof"     | 2007. – 2008. |
| Franjo Jurčec          | Adolf Komer "Koma"     | 2007. – 2008. |
| Tamara Šoletić         | Ljiljana Ferdić "Lili" | 2007. – 2008. |
| Jelena Vukmirica       | Sanja Jurić            | 2007. – 2008. |
| Lucija Hranjec Seifert | Anđa "Enđi"            | 2007. – 2008. |
| Sonja Kovač            | Viktorija "Viki"       | 2007. – 2008. |
| Antonija Stanišić      | Izabela Jurić "Bela"   | 2007. – 2008. |
| Karlo Franić           | Marko                  | 2007. – 2008. |
| Damir Poljičak         | Branko                 | 2007. – 2008. |
| Denis Šelendić         | policajac Anđelko      | 2007. – 2008. |
| Petar Tikvedžija       | konobar Pero           | 2007. – 2008. |
| Milan Orlović          | susjed Nakić           | 2008.         |
| Goran Bogdan           | Andrej                 | 2007. – 2008. |
| Mario Valentić         | Valent                 | 2008.         |
| Dubravko Đuran         | poštar Zvonček         | 2008.         |
| Sandra Lončarić        | Margarita Ivelja       | 2008.         |
| Hrvoje Klobučar        | Petar                  | 2008.         |
| Denis Bašić            | inkasator              | 2008.         |

## Zanimljivosti
- Prva hrvatska dnevna humoristična serija.
- Vlatka Pokos je pokušala sudski zabraniti emitiranje epizode u kojoj se pojavljuje, ali joj to nije uspjelo. Vlatkin lik u seriji ima nadimak Dekanica. 'To je glupa i bolesna insinuacija na Dikanica', rekla je razočarana Pokos.[1]

## Vanjske poveznice
- Članak o seriji na IMDB-u